# Therry Klotzel
Therry Klotzel (1947- São Paulo, 17 de agosto de 2021), foi uma atriz e bailarina brasileira. Ficou conhecida por participar do quadro "Câmeras Escondidas" do Programa Silvio Santos, do SBT. Ela também foi uma das protagonistas do quadro "Os Velhinhos se Divertem", exibido no mesmo programa e no programa humorístico A Praça é Nossa, também do SBT.

## Vida e carreira
Nasceu em São Paulo e começou sua carreira artística como bailarina. Integrou o corpo de baile do Theatro Municipal de São Paulo e também atuou em musicais como "Hair" e "Jesus Cristo Superstar".
Em 1996, foi contratada pelo SBT para fazer parte do elenco do quadro "Câmeras Escondidas", onde protagonizava pegadinhas divertidas e inusitadas com pessoas desconhecidas. Destacou-se em episódios como "Show da Velhinha", onde fingia ser uma senhora que cantava e dançava músicas populares, e "Annabelle", onde se vestia como a boneca assustadora do filme de terror.
Therry também fez sucesso no quadro "Os Velhinhos se Divertem", onde interpretava uma idosa que aprontava confusões com seu marido, vivido pelo ator Raimundo Varella. A dupla fazia piadas sobre a terceira idade e arrancava risadas do público. Therry ainda fez participações em A Praça é Nossa, outro humorístico do SBT.

## Cinema
| Ano  | Título       | Papel |
| ---- | ------------ | ----- |
| 2021 | Doce Encanto | Eva   |

## Morte
Therry morreu em 17 de agosto de 2021, aos 74 anos, vítima de um câncer no pâncreas.